# ТЕС Lethabo
ТЕС Lethabo — теплова електростанція в Південно-Африканській Республіці. Знаходиться в провінції Вільна держава біля Сасолбурга, за 50 км на південь від Йоганнесбурга. Одна з небагатьох станцій країни, призначених для роботи в базовому режимі, яка розташована за межами провінції Мпумаланга (втім, недалеко від кордонів останньої).
Будівельні роботи на майданчику станції розпочались у 1980-му, а введення блоків в експлуатацію припало на період між 1985 та 1990 роками. ТЕС належить до класичних конденсаційних станцій та складається з обладнаних паровими турбінами шести блоків потужністю по 618 МВт (на тестуванні показали можливість тривалий період працювати з навантаженням 635 МВт).
Видалення продуктів згоряння відбувається за допомогою двох димарів висотою по 275 метрів. Що стосується охолодження, то воно забезпечується шістьма градирнями, кожна з яких має висоту 64 метри. Забір води відбувається з річки Вааль (притока Оранжевої), при цьому створено два резервуари, вмісту яких вистачає на п'ять днів роботи ТЕС в умовах перерваного водопостачання.
Станція використовує в роботі бітумінозний вугіль низької теплотворної здатності (16 МВж/кг), який постачають за допомогою конвеєра з розташованої поруч копальні New Vaal Colliery. При цьому на ТЕС створено склад для накопичення резерву палива в об'ємі до 3,82 млн тонн. Зольність вугілля становить від 34 до 42 % пустої породи, через що за добу на станції утворюється до 20 тисяч тонн відходів. Останні складуються у відвали висотою півсотні метрів, поверхня яких потім покривається шаром ґрунту та рекультивується.
Видача продукції відбувається по ЛЕП, що працює під напругою 275 кВ.